# Los Ralos
Los Ralos es una ciudad ubicada al este de la Provincia de Tucumán, en el departamento Cruz Alta, a 22 km de San Miguel de Tucumán.

## Población
Cuenta con 9,429 habitantes (Indec, 2010), lo que representa un incremento del 23% frente a los 7,662 habitantes (Indec, 2001) del censo anterior. Comprende además a Villa Recaste, Villa Tercera y La Lolita.
| Gráfica de evolución demográfica de Los Ralos entre 1960 y 2010 |
|                                                                 |
| Fuentes: INDEC                                                  |

## Toponimia
El origen del nombre puede corresponder a una característica original de la llanura con de vegetación de con claros de pastizales o "ralos" dentro el bosque autóctono, de transición entre las yungas del Aconquija y el monte santiagueño. En la actualidad todo es cultivo de caña de azúcar y poroto de soja, maíz y trigo. Nada queda del bosque autóctono o monte.

## Historia
Nacida en torno al "Ingenio Azucarero Los Ralos", se estableció como una villa próspera en sus inicios. Desde el cierre del Ingenio en 1965, la situación económica y social es de elevada precarización laboral y desocupación, si igual que otras localidades de la provincia en las que también se cerraron ingenios en la misma época.
Siendo presidente Nicolás Avellaneda, en 1876 se inaugura uno de los Ferrocarriles que unió el Puerto de Buenos Aires y San Miguel de Tucumán, Capital de la Provincia de Tucumán, uno de los Estados federados en la República Argentina, de 22.000 km². Su fundación es estimada en el año 1867.
En el mismo año tienen comienzo las actividades de lo que más tarde será el Ingenio Azucarero Los Ralos, bajo propiedad de la familia Avellaneda, criollos dedicados al engorde y exportación de mulas destinadas a las minas de plata y estaño en Bolivia durante la colonia, y partícipe del proceso de independencia de la Corona española.
A la vera de la línea férrea, sobre grandes extensiones de tierras tomadas al Estado, se inicia el cultivo de la caña de azúcar y la fabricación del azúcar, que en gran medida se desarrollará financiado por capitales de origen francés, asociado a las prerrogativas que otorga la condición social y política de la familia Avellaneda.
Alrededor de las necesidades de fuerza de trabajo que requiere la incipiente industria, se establecen las primeras familias de zafreros (recolectores de caña de azúcar), obreros fabriles, comerciantes y artesanos, en muchos casos inmigrantes españoles, italianos y árabes, en lo que luego se llamará Villa Recaste, hoy centro de referencia de la localidad.
Durante años fueron introducidos de a miles trabajadores manuales del campo provenientes del Chaco argentino, que eventualmente se radicaban durante varias cosechas en la localidad o permanecieron por generaciones dejando descendientes hasta la actualidad.
La fábrica, que llegó a ocupar hasta 5000 trabajadores durante la zafra (entre abril y setiembre, época de cosecha de la caña y producción de azúcar) cierra en 1965, junto otros 10 ingenios en la provincia, provocando un éxodo del 70/80% de sus habitantes permanentes, hacia Buenos Aires, aportando mano de obra al cinturón industrial de esa provincia.
En la actualidad la mayoría de la población económicamente activa de desempeña en el trabajo temporario de la plantación y cosecha manual de la caña de azúcar y la cosecha manual del limón. Una parte menor trabaja en el comercio en la capital de la provincia, en la industria de la caña y el limón y en el empleo público en el Estado provincial. Es muy escaso el empleo en la propia localidad. Sin embargo todavía una buena parte de la comunidad se dedica al arado de la tierra, cría de gallinas y otros animales de granja.

## Geografía
- Altitud: 407 m s. n. m.
- Latitud: 26º 52' 59" S
- Longitud: 064º 58' 59" O

## Sismicidad
La sismicidad del área de Tucumán (centro norte de Argentina) es frecuente y de intensidad baja, y un silencio sísmico de terremotos medios a graves cada 30 años.
- Sismo de 1861: aunque dicha actividad geológica catastrófica, ocurre desde épocas prehistóricas, el terremoto del 20 de marzo de 1861 (163 años) con 12.000 muertes,[6] señaló un hito importante dentro de la historia de eventos sísmicos argentinos ya que fue el más fuerte registrado y documentado en el país. A partir del mismo la política de los sucesivos gobiernos del norte y de Cuyo han ido extremando cuidados y restringiendo los códigos de construcción.[5] Y con el terremoto de San Juan de 1944 del 15 de enero de 1944 (81 años) los gobiernos tomaron estado de la enorme gravedad crónica de sismos de la región.
- Sismo de 1931: de 6,3 de intensidad, el cual destruyó parte de sus edificaciones y abrió numerosas grietas en la zona[6][5]

## Enlaces externos

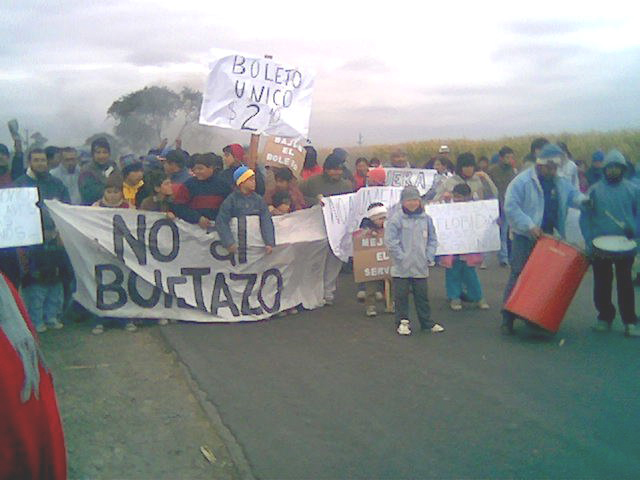
Rebelión popular contra el precio abusivo del boleto del transporte de pasajeros. Julio de 2006